# Hermanas Dominicas de María Madre de la Eucaristía
La Congregación de Hermanas Dominicas de María Madre de la Eucaristía (en inglés: Congregation of Dominican Sisters of Mary, Mother of the Eucharist) es una congregación religiosa católica femenina, de vida apostólica y de derecho diocesano, fundada en 1997 por la religiosa estadounidense Mary Assumpta Long, en la localidad de Ann Arbor (Míchigan). A las religiosas de este instituto se les conoce como Hermanas de María o dominicas de Ann Arbor y posponen a sus nombres las siglas O.P.

## Historia
La congregación tiene si origen en las Dominicas de la Congregación de Santa Cecilia, cuando la exsuperiora general Mary Assumpta Long, junto a otras tres religiosas de dicho instituto (Joseph Andrew Bogdanowicz, Mary Samuel Handwerker y John Dominic Rasmussen), se dispuso a crear un nuevo instituto, bajo la inspiración del documento Vita Consecrata del papa Juan Pablo II.
El instituto recibió la aprobación como asociación pública de fieles de derecho diocesano el 9 de febrero de 1997, de parte del cardenal John Joseph O'Connor, arzobispo de la arquidiócesis de Nueva York. Esta fecha es retenida por el instituto como la fundacional.

## Organización
La Congregación de Hermanas Dominicas de María Madre de la Eucaristía es un instituto religioso de derecho diocesano y centralizado, cuyo gobierno es ejercido por una priora general, es miembro de la Familia dominica y de la Conferencia de Hermanas Dominicas y su sede se encuentra en Ann Arbor (Míchigan).
Las hermanas de María se dedican a la educación y formación cristiana de la juventud. Para ello administran diversos centros educativos, academias o colegios. En 2017, el instituto contaba con más de 120 religiosas y unas 8 comunidades, presentes en Estados Unidos e Italia.